# VI SS-Freiwilligen-Armeekorps (lettisches)
Il VI. SS-Freiwilligen-Armeekorps (lettisches) operò tra l'ottobre 1943 e il maggio 1945.

## Comandanti
| Grado                | Nome                        | inizio incarico | fine incarico  |
| SS-Obergruppenführer | Karl Pfeffer-Wildenbruch    | 8 Ottobre 1943  | 11 giugno 1944 |
| SS-Obergruppenführer | Friedrich Jeckeln           | 11 giugno 1944  | 21 luglio 1944 |
| SS-Gruppenführer     | Karl Fischer von Treuenfeld | 21 luglio 1944  | 25 luglio 1944 |
| SS-Obergruppenführer | Walter Krüger               | 25 luglio 1944  | 8 maggio 1945  |

## Area di operazioni
| Fronte                          | inizio operazioni | fine operazioni |
| fronte orientale - settore nord | Ottobre 1943      | Settembre 1944  |
| Lettonia                        | Settembre 1944    | Maggio 1945     |

## Ordine di battaglia
| unità militari appartenenti al "VI SS-Freiwilligen-Armeekorps (lettisches)" |
| Corps troops                                                                |
| SS Signals Battalion 106                                                    |
| SS Nebelwerfer Battalion 506                                                |
| Schwere SS Artillery Ranging Battery 506                                    |
| SS Flak Battalion 106 / 506                                                 |
| Pionier Company VI.SS Corps                                                 |
| Lehr Battalion VI.SS Corps                                                  |
| SS Transport Company 106                                                    |
| SS Feldgendarmerie Company 106                                              |

| divisioni appartenenti al "VI SS-Freiwilligen-Armeekorps (lettisches)"                                                                                                  |
| 1º gennaio: 15. lett. SS-Freiwilligen-Division |
| 1º maggio 1944: 93. Infanterie-Division, 19. lett. SS-Freiwilligen-Division, 15. lett. SS-Freiwilligen-Division                                                         |
| 31 dicembre 1944: 93. Infanterie-Division, 19. lett. SS-Freiwilligen-Division, 227. Infanterie-Division, 12. Panzer-Division, 4. Panzer-Division, 12. Feld-Division (L) |
| 12 aprile 1945: 19. Waffen-Grenadier-Division der SS (lett. Nr. 2), 24. Infanterie-Division, 12. Panzer-Division                                                        |